# Братья Боссьер
Братья Анри и Рене-Эмиль Боссьер (фр. René-Émile Bossière (5 февраля 1857 года — 11 января 1941 года) и фр. Henry Bossière (25 июня 1859 года — 11 июля 1941 года)) — французские авантюристы, внесшие значительный вклад в колонизацию Французских Южных и Антарктических территорий.

## Биография
Анри и Рене-Эмиль Боссьер родились в Гавре в семье судовладельца. Свою деятельность они начали в Патагонии, занимаясь производством тюленьего жира. После этого они решили заняться овцеводством на островах Кергелен, которыми в январе 1893 года овладела Франция. В июле 1893 года они получили от французского правительства право использовать морские ресурсы архипелага в течение пятидесяти лет. В 1895 году Рене-Эмиль был официально назначен представителем Франции в Кергелене. Братья отправились на острова на шхуне, которую они купили на Фолклендских островах в Аргентине, где они покупали овец. Эта попытка закончилась неудачно и братья должны были вернуться в Гавр в 1901 году.
В начале XX века братья присоединились к экспедиции Раймонда Раллиера Бати которая отправилась на Кергелен с целью охоты на китов и тюленей. Они подписали соглашение с норвежской компанией об создании китобойной станции в Кергелене, создании там животноводческой фермы и добыче угля. Анри Боссьер прибыл на архипелаг в ноябре 1908 года и вместе с Раллиером Бати начали исследовать остров. В апреле 1909 года Анри вернулся в Южную Африку, оставив на норвежцев благоустройство станции и её дальнейшее развитие.
В мае 1911 года братья Боссьер основали Лигу Кергелен, а также новое поселение Порт Куврё в южной части залива китобоев. Вскоре они развили свою деятельность на островах Св. Павла и Амстердама. В 1913 году Рене импортировал тысячу фолклендских овец, но большая часть погибла во время перевозки. В 1913 году Лига Кергелен прекратило свою деятельность, и в 1914 году сотрудники вернулись во Францию.
Рене Боссьер продолжал попытки развить хозяйственную деятельность на архипелаге и в 1922 году он снова прибыл на Кергелен с пастухами и новым скотом, который он купил в Кейптауне. Однако в 1931 году станция была захвачена новой англо-норвежской компанией, а Рене Боссьер покинул остров на корабле. В результате своей неудачной деятельности братья обанкротились. Они оба умирают в нищете в 1941 году.